# Fushë-Kuqe
Fushë-Kuqe è una frazione del comune di Kurbin in Albania (prefettura di Alessio).
Fino alla riforma amministrativa del 2015 era comune autonomo, dopo la riforma è stato accorpato, insieme agli ex-comuni di Laç, Mamurras e Milot a costituire la municipalità di Kurbin.
Il comune è attraversato dal fiume Mat il quale sfocia poi nel mare Adriatico. 
Nella zona di Fushë-Kuqe è presente un'importante zona lagunare chiamata "Patok", precedentemente utilizzata come zona balneare, durante il periodo comunista.
Oggigiorno la laguna ospita diversi ristoranti, costruiti su delle palafitte, la cui specialità è il pesce.
Fush-Kuqe significa "campo rosso" e secondo la credenza deriva dal periodo di Giorgio Castriota Skanderbeg, quando la pianura fu campo di una sanguinosa battaglia contro i turchi ottomani e si trasformò in un campo rosso per il sangue versato.
Nel paese di Gurëz sorge una delle chiese più grandi della zona, costruita grazie ai finanziamenti vaticani e all'opera incessante di padre Michele Bulmetti.

## Popolazione
La popolazione di Fushë-Kuqe è di circa 6.000 persone, di cui la maggior parte è di religione cattolica romana, con una minoranza di religione mussulmana di rito sunnita.

## Località
Il comune era formato dall'insieme delle seguenti località:
- Fushë-Kuqe
- Adriatik
- Gurëz
- Gorre